# Dolomieu
Dolomieu – miejscowość i gmina we Francji, w regionie Owernia-Rodan-Alpy, w departamencie Isère.
Według danych na rok 1990 gminę zamieszkiwało 2135 osób, a gęstość zaludnienia wynosiła 160 osób/km² (wśród 2880 gmin regionu Rodan-Alpy Dolomieu plasuje się na 409. miejscu pod względem liczby ludności, natomiast pod względem powierzchni na miejscu 885.).